# The Book of Boba Fett
El llibre de Boba Fett (en anglès: The Book of Boba Fett) és una sèrie de televisió estatunidenca del gènere space western creada per Jon Favreau per al servei de streaming Disney+. Forma part de la franquícia Star Wars i és un spin-off de la sèrie The Mandalorian, que té lloc en el mateix període que aquesta sèrie i els seus altres spin-off interconnectats després dels esdeveniments de Return of the Jedi (1983). El llibre de Boba Fett segueix al caça-recompenses Boba Fett de The Mandalorian i altres mitjans de Star Wars mentre s'estableix com el nou senyor del crim de l'antic territori de Jabba the Hutt.
Temuera Morrison protagonitza el personatge principal, amb Ming-Na Wen i Pedro Pascal també. Tots reprenen els seus papers de The Mandalorian i altres mitjans de Star Wars. Una pel·lícula independent de Star Wars centrada en Boba Fett estava en desenvolupament inicial a Lucasfilm abans que la companyia comencés a prioritzar sèries en temps real com The Mandalorian. Una possible sèrie derivada es va informar per primera vegada el novembre de 2020 i es va anunciar oficialment al desembre. El rodatge havia començat en aquell moment i va durar fins al juny de 2021. A més de Favreau, Dave Filoni, Kathleen Kennedy i Colin Wilson tornen de The Mandalorian com a productors executius i se'ls uneix Robert Rodriguez, que va dirigir tres episodis.
El llibre de Boba Fett es va estrenar el 29 de desembre de 2021 i va durar set episodis fins al 9 de febrer de 2022. La sèrie ha rebut crítiques diverses.

## Repartiment

### Principal
- Temuera Morrison com Boba Fett, un caça-recompenses i també el fill clon de Jango Fett.[1][2]
- Ming-Na Wen com Fennec Shand, una caça-recompenses, mercenària i assassina d'elit que està al servei de Fett.[1]

- Pedro Pascal com Din Djarin, un mandalorià i caça-recompenses aliat de Boba Fett, que també és l'actual posseïdor del mític Sabre Fosc.[3]

### Secundaris
- Matt Berry com 8D8, un droid de tortura al servei de Fett.
- David Pasquesi com un majordom twi'lek de Mok Shaiz.
- Jennifer Beals com Garsa Fwip, una twi'lek que dirigeix una cantina a Mos Espa anomenada Sanctuary.
- Robert Rodriguez com a Dokk Strassi, un líder trandoshà.
- Carey Jones com Krrsantan el Negre, un caça-recompenses wookiee que treballa pels bessons, els cosins de Jabba el Hutt.
- Stephen Oyoung com a Mok Shaiz, alcalde ithorià de Mos Espa.
- Stephen Root com a Lortha Peel.
- Danny Trejo com a entrenador de rancor.
- Sophie Thatcher com a Drash.
- Jordan Bolger com Skad.
- Stephen "Thundercat" Bruner com a artista modificador que salva la vida a Fennec Shand i Cobb Vanth.
- Emily Swallow com L'Armera, la líder de la tribu mandaloriana.
- Jon Favreau com a Pau Vizsla.
- Amy Sedaris com Peli Motto, una mecànica que repara naus a Tatooine.
- Timothy Olyphant com Cobb Vanth, el mariscal de la Ciutat Lliure (Antic Mos Pelgo).
- Mark Hamill com Luke Skywalker, mestre jedi.
- Rosario Dawson com Ashoka Tano, una jedi.
- Corey Burton com Cad Bane, un caça-recompenses del planeta Duros.

## Episodis
Temporada 1 (2021-2022)
| No. | Títol                                        | Dirigit per         | Escrit per                | Data de llançament original |
| --- | -------------------------------------------- | ------------------- | ------------------------- | --------------------------- |
| 1   | " Capítol 1: Estrany en una terra estranya " | Robert Rodríguez    | Jon Favreau               | 29 de desembre de 2021      |
| 2   | "Capítol 2: Les tribus de Tatooine"          | Steph Green         | Jon Favreau               | 5 de gener de 2022          |
| 3   | "Capítol 3: Els carrers de Mos Espa"         | Robert Rodriguez    | Jon Favreau               | 12 de gener de 2022         |
| 4   | "Capítol 4: The Gathering Storm"             | Kevin Tancharoen    | Jon Favreau               | 19 de gener de 2022         |
| 5   | "Capítol 5: El retorn del mandalorià"        | Bryce Dallas Howard | Jon Favreau               | 26 de gener de 2022         |
| 6   | "Capítol 6: Del desert ve un estrany"        | Dave Filoni         | Jon Favreau i Dave Filoni | 2 de febrer de 2022         |
| 7   | "Capítol 7: En nom de l'honor"               | Robert Rodriguez    | Jon Favreau               | 9 de febrer de 2022         |

## Producció

### Precedents
El CEO de Disney, Bob Iger, va anunciar el desenvolupament de diverses pel·lícules derivades independents de La Guerra de les galàxies el febrer de 2013. Segons es va informar, una se centraria en el personatge del caça-recompenses Boba Fett i tindria lloc entre Star Wars: IV - Una nova esperança i Star Wars episodi VI: El retorn del Jedi. També es va dir que la pel·lícula exploraria la història dels altres caça-recompenses vistos a Star Wars episodi V: L'Imperi contraataca.

## Estrena
La sèrie es va estrenar a la plataforma de streaming Disney+ el 29 de desembre de 2021.

## Recepció
El final de temporada va tenir l'audiència més alta d'una sèrie de La Guerra de les galàxies de Disney+ fins ara, Deadline va informar que el final va ser vist per 1,5 milions de persones, un 36% més que el final de la temporada 2 de The Mandalorian.